# Saint-Étienne
Saint-Étienne (în franco-provensală, sau arpitană, Sant-Étiève) este un oraș francez situat în departamentul Loire din regiunea Auvergne-Ron-Alpi.
Locuitorii se numesc în franceză stéphanois.
Saint-Étienne este, ca importanță, a doua localitate ron-alpină și a șasea aglomerare urbană din Franța, având în componență 43 de comune, peste 383.000 de locuitori, 13.000 de întreprinderi comerciale, care oferă peste 146.000 de locuri de muncă. Aria metropolitană extinsă număra 508.487 locuitori în 2010, în 301 comune.
Saint-Étienne a fost vreme de o sută de ani cunoscut ca orașul industrial al armelor și bicicletelor, al exploatărilor miniere și al manufacturii diverse.
După o perioadă de recesiune și depopulare, orașul cunoaște în ultimii ani o nouă dezvoltare.

## Poziție geografică
Orașul este situat pe valea râului Furan, sau Furens, la poalele muntelui Pilat (1432 metri) din Masivul Central.
Saint-Étienne se află la 60 de kilometri sud-est de Lyon, la 140 de kilometri de Grenoble și la aceeași distanță de Clermont-Ferrand, între văile Loarei și Ronului.
După Madrid și Sofia, Saint-Étienne este unul dintre cele mai mari orașe aflate la altitudine (170.000 de locuitori la o înălțime de 480 de metri). Orașul este dispus pe șapte coline, aidoma orașelor Roma, Nîmes, Besançon, Lisabona, Yaoundé și Bergen.

## Istorie
Spre deosebire de cele mai multe orașe franceze, Saint-Étienne nu este atestat în Antichitate. Puținele vestigii găsite de arheologi în arie nu determină o istorie certă.
Într-un text care datează din anul 1243 se face vorbire de „VIA ROMIPEDVM A LVGDVNO AD PODIVM” (Calea pelerinilor de la Lyon la Puy) care ar fi trecut prin actuala zonă urbană. Câteva obiecte romane au fost decoperite cu ocazia unor săpături realizate în 1883 și 1895.
Parohia Saint-Étienne-de-Furan a fost ctitorită de Seniorul Saint-Priest-en-Jarez. Castelul acestuia este menționat prima oară în 1167.
În 1410, comuna Saint-Étienne cumpără un teren pe malul drept al râului Furan, unde în zilele noastre este amplasată Piața Poporului (Place du people).
Între 1445 și 1441, orașul obține de la regele Carol al VII-lea permisiunea de a construi ziduri de apărare. În 1447 cetatea avea cam 200 de case, construite în perimetrul care astăzi constituie Piața Grenette.
Importanța urbei crește începând cu anul 1535, când regele Francisc I îl trimite la Saint-Étienne pe inginerul Virgile pentru a construi aici ateliere care să producă arme pentru războaiele din Italia.
În 1592 se afirma deja că „acest oraș este celebru în întreaga Europă pentru atelierele sale aidoma forjelor lui Vulcan, în care se fabrică arme militare și de vânătoare”.
În 1669, la Saint-Étienne funcționau peste 600 de armurieri. Dezvoltându-se concomitent și alte meșteșuguri, orașul ajunge în secolul XVII la o populație de 23.000 de locuitori.
După Revoluția din 1789, municipalitatea și cetățenii au dobândit noi terenuri expropriate de la Biserică și nobilimea locală. Odată cu efuziunea noului regim în a schimba denumiri și toponime, numele orașului se schimbă în Armeville.
În timpul revoluției industriale s-au dezvoltat metalurgia și industria extractivă, în particular exploatarea resurselor de cărbune.

## Industria
În anul 1816, Louis-Antoine Beaunier creează Școala națională superioară de minerit de la Saint-Étienne. La 5 mai 1821 Beaunier solicită concesiunea șantierului unei căi ferate de la Saint-Étienne la Andrézieux, primind permisiunea regelui Ludovic al XVIII-lea în 26 februarie 1823. Această linie a fost prima cale ferată din Europa continentală. La început, tracțiunea vagoanelor a fost animală.
Prima concesiune militară guvernamentală este oferită orașului în 1824.
În 1830, la Saint-Étienne, Barthélemy Thimonnier produce prima mașină de cusut.
În 1826 se construiește calea ferată Saint-Étienne – Lyon, inaugurată un an mai târziu.
Prin contribuția inginerului Marc Séguin, tracțiunea animală a fost înlocuită cu locomotive cu abur. La 1 august 1844 sosește la Saint-Étienne prima locomotivă.

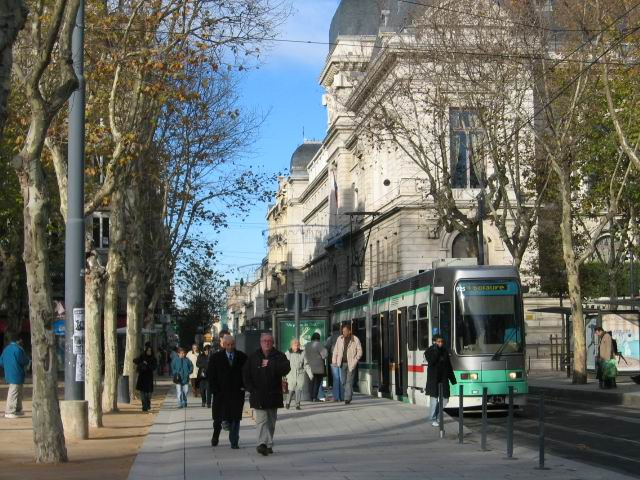
Tramvaiul din Saint-Étienne

În anul 1838 începe să circule primul tramvai din Franța, pe linia Montbrison-Montrond.
Orașul Saint-Étienne este singurul oraș francez care a folosit în mod continuu, până în prezent, tramvaiul ca mijloc principal de transport. Rețeaua de tramvai datează din 1881.
Din 1890, inginerul minier Henry Kuss începe un proces de modernizare a minelor, după ce, între 1887 și 1889, o serie de accidente grave, de mare amploare, au avut loc în exploatările din zonă.
Odată cu industria, în urbe se dezvoltă o clasă socială importantă, proletariatul, și o solidă organizare sindicală, periodic generatoare de mișcări sociale ample.
În 1899 este fondată marca Cycles Mercier de către fabricantul de biciclete Émile Mercier, în același an cu fabrica de motociclete Automoto.
După o ascensiune economică spectaculoasă, neîntreruptă decât de Marea Criză și de războaiele mondiale, economia a cunoscut o cădere abruptă în anii ’80 ai secolului trecut.
Economia a început să se redreseze, iar, în prezent, Saint-Étienne este inima unei zone cu 2,9 milioane de locuitori care dă peste 1,2 milioane de locuri de muncă în Hexagon.
În aria metropolitană Saint-Étienne funcționează 11.000 de întreprinderi industriale și 6.000 de firme de servicii. Strict orașul dispune de cca 150.000 de locuri de muncă, din care 110.000 în sector privat.

## Manufrance

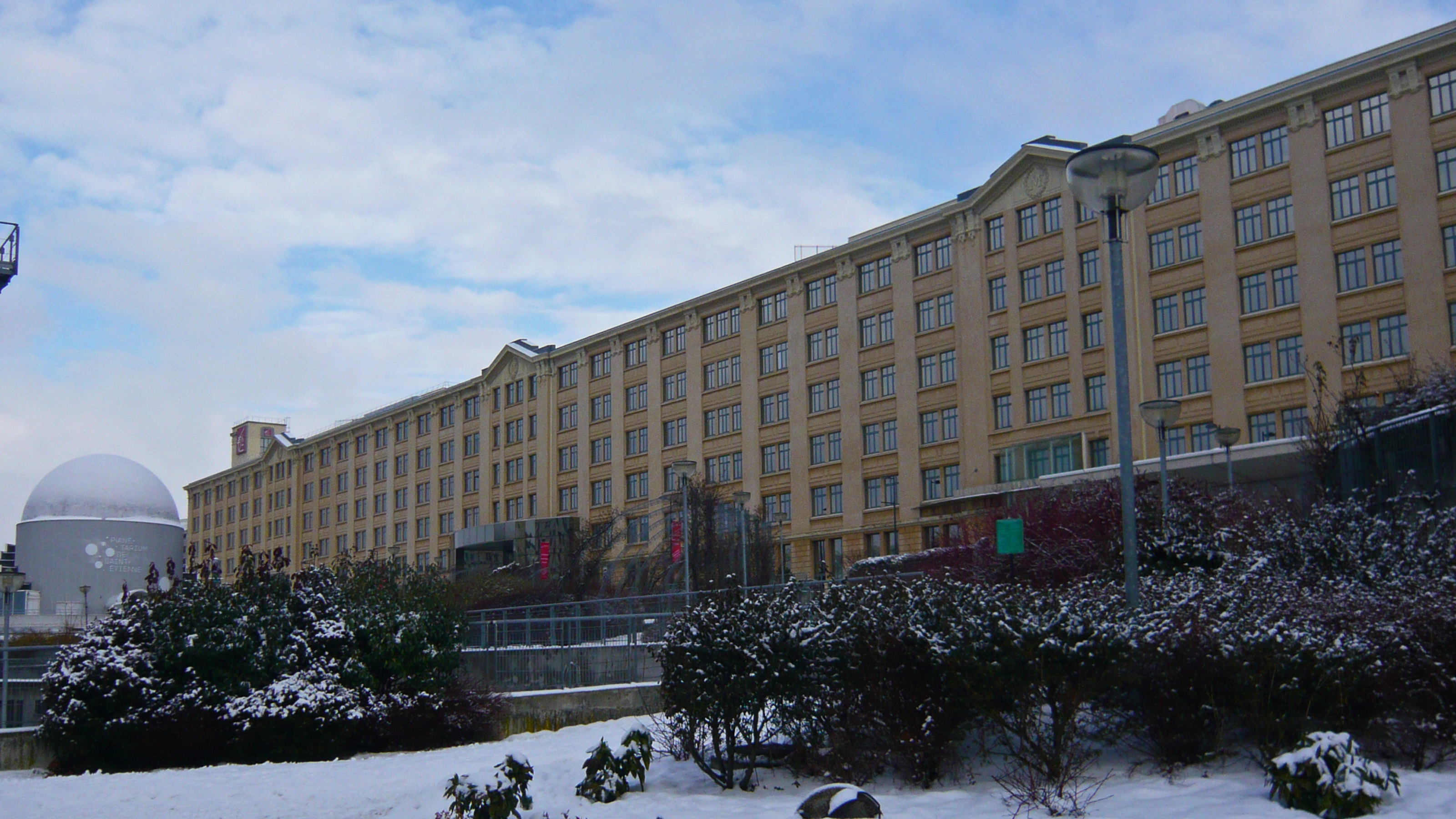
Vechile ateliere Manufrance (2012)

În 1885, Étienne Mimard, armurier originar din Sens, împreună cu Pierre Blachon, pune bazele Manufacturii franceze de arme și biciclete (Manufacture Française d'Armes et Cycles) care, în 1947, a devenit Manufrance, grupul industrial emblematic care a dat notorietate și prosperitate zonei.
Manufrance a fost prima companie de vânzare prin corespondență din Franța.
Profilul principal a fost fabricarea de arme de vânătoare, modelele Robust, Falcor, Ideal, Simplex , și biciclete, marca Hirondelle.
Manufrance a produs însă multe alte categorii de produse, de la unelte de pescuit și articole de uz casnic, până la ceasuri de perete și piese metalice diverse. O parte din produse au fost lucrate în diverse alte locuri, în Franța sau în străinătate, etichetate și distribuite sub numele concernului.
Manufrance a început să înregistreze pierderi, și din cauza declinului economic general al zonei, și a intrat în lichidare judiciară în 1985.
Societatea încearcă în prezent să se reafirme, sub impulsul dat de Jacques Tavitian, noul proprietar, din 1988.
Numele Manufrance a devenit celebru în toată lumea și ca sponsor al echipei de fotbal AS Saint-Étienne.

## Arhitectura urbană. Interes turistic

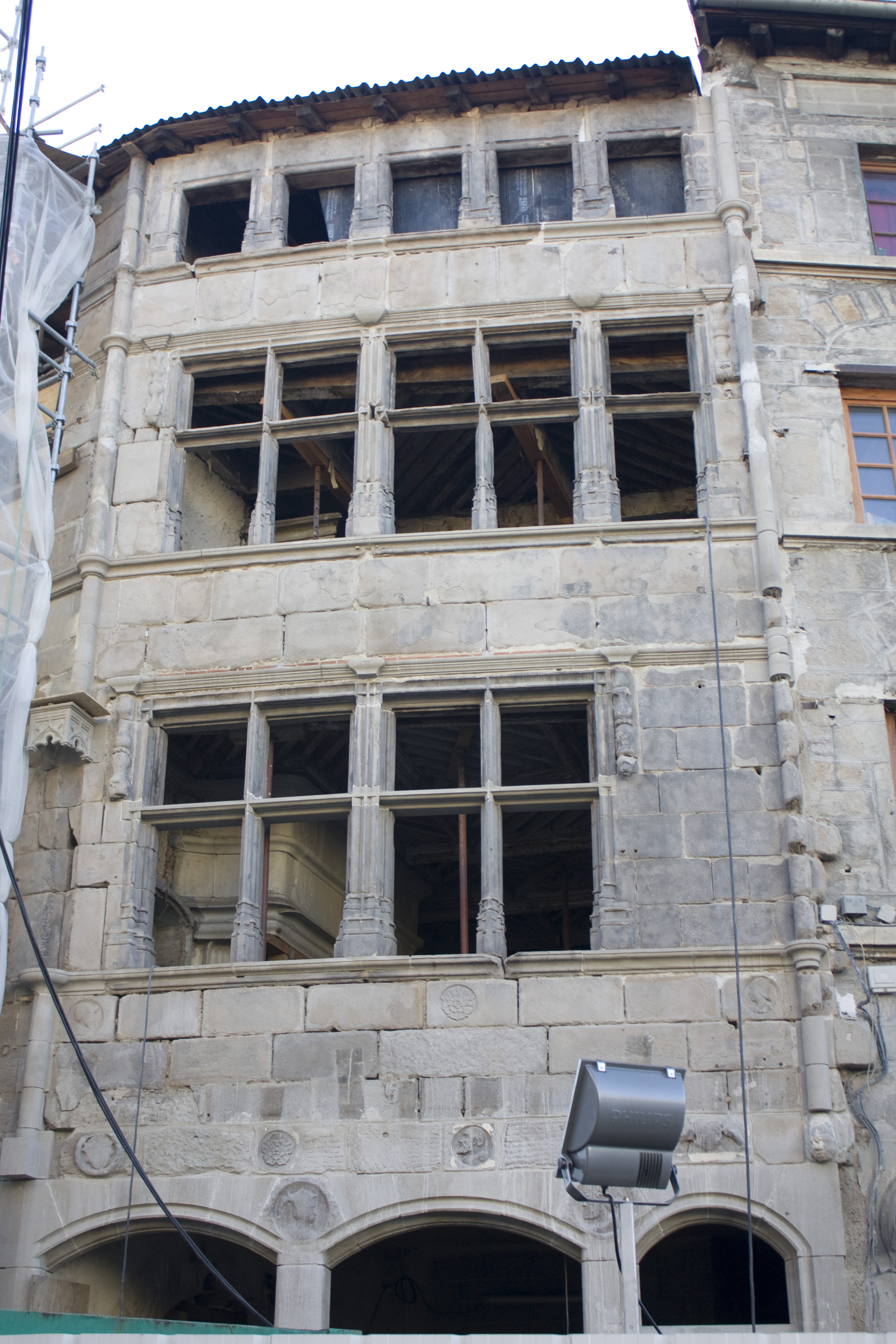
Casa lui Francisc I în curs de restaurare (2011)

La Saint-Étienne coexistă armonios clădiri care datează din secolele XVI, XVII, XVIII, XIX, XX, cum sunt :
Casa lui Francisc I din Piața Boivin, construită în 1537, cu o fațadă gotică cu influențe renascentiste, Casa Veche din Piața Poporului, Muzeul vechiului oraș din Casa Jullien Chomat de Villeneuve, casa Peurière, Manufactura de arme construită în 1864, Primăria, proiectată de arhitecții Dalgabio în 1821.
În prezent, Saint-Étienne este afiliat la Rețeaua Orașelor creative, proiect demarat de UNESCO în anul 2010, și implementează un amplu program de armonizare a stilurilor existente în urbanistica municipală cu aportul estetic al secolului XXI.

## Personalități legate de oraș
Compozitorul Jules Massenet (1842-1912) s-a născut la Montaud (astazi cartier al orașului Saint-Étienne), la 12 mai.
Muzicianul Bernard Lavilliers (pe numele său real Bernard Oulion) s-a născut la Saint-Étienne la 7 octombrie 1946.
Aristide Briand (1862-1932) a fost ales deputat în colegiul Saint-Étienne în 1902. A fost deputat de Saint-Étienne între 1902 și 1919.
Actorul Louis de Funès și prima sa soție, Germaine-Louise-Élodie Carrover, s-au căsătorit la Saint-Étienne la 27 aprilie 1936.
Albert Camus a petrecut mult timp la Saint-Étienne din motive medicale, pe când scria romanul Ciuma (1947).
David Gilmour (Pink Floyd) a locuit aici în 1966.
Mickaël Furnon s-a născut la Saint-Étienne în 31 iulie 1970. Mickaël Furnon a fondat trupa rock Mickey 3D, la Montbrison. Furnon și grupul sau au compus și interpretat cântece despre oraș și apar frecvent în videoclipuri, concerte și emisiuni tv în tricoul verde al echipei locale de fotbal, inscripționat cu numele sponsorului din anii de glorie, Manufrance. Mickey 3D a lansat o piesă intitulată Johnny Rep (2004), numele unui fotbalist olandez celebru (n. 1951) în anii 1970 care a jucat pentru AS Saint-Étienne (1979-1983).

### Personalități născute aici
- Augustin Dupré (1748 - 1833), gravor de monede;
- André Galle (1761 - 1844), gravor;
- Claude Fauriel⁠(d) (1772 - 1844), filolog;
- Benoît Fourneyron⁠(d) (1802 - 1867), inginer;
- Jules Janin⁠(d) (1804 - 1874), scriitor;
- Pierre Adolphe Valette (1876 - 1942), pictor;
- Monique Pinçon-Charlot (n. 1946), sociolog;
- Willy Sagnol (n. 1977), fotbalist;
- Fabien Boudarène (n. 1978), fotbalist.

## AS Saint-Étienne
Asociația sportivă Saint-Étienne, prescurtat ASSE, este clubul local de fotbal, înființat în anul 1919, sprijinit de Grupul comercial Casino Guichard Perrachon care, în anii de glorie, a dominat fotbalul francez. Clubul a devenit profesionist în 1933 și a atins apogeul în anii 1960-70.
ASSE a câștigat zece titluri naționale (1957, 1964, 1967, 1968, 1969, 1970, 1974, 1975, 1976, 1981), de șase ori Cupa Franței (1962, 1968, 1970, 1974, 1975, 1977), o dată Cupa Ligii (2013) și a disputat o finală a Cupei Campionilor Europeni (1976, contra Bayern München).
În prezent, ASSE activează în prima ligă franceză.

## Educație
- EMLYON Business School